# Puskás Aréna
A Puskás Aréna Magyarország legnagyobb befogadóképességű, sport- illetve zenei rendezvények lebonyolítására egyaránt alkalmas létesítménye, a magyar labdarúgó-válogatott elsődleges hazai pályája. Az avatómérkőzését és az új aréna első válogatott labdarúgó mérkőzését 2019. november 15-én rendezték a világsztárokkal fellépő Uruguay ellen. Elődje a Puskás Ferenc Stadion (2002-ig Népstadion) volt, amelynél a labdarúgópályán milliméterre pontosan ugyanott volt a kezdőkör kialakítva, ahol az új játéktérnek a kezdőköre. Az 1950-es évek elején épült Népstadion betonszerkezetét elbontották és ledarálták, a régi betonkatlan anyagát pedig beépítették az új stadion falaiba. A stadion gyepszőnyege a legmodernebb hibridtechnológiával készült műanyagszálakkal megerősített természetes fű, amely ellenállóbb mint a sportpályák hagyományos fűszőnyege.
A stadiumdb.com honlap a „2019-es Év stadionja” címről döntő internetes szavazását a Puskás Aréna nyerte.

## Története

### Előzmények
Magyarország pályázott a 2004-es, a 2008-as és a 2012-es labdarúgó-Európa-bajnokság rendezésére. A pályázatokban csak a Puskás Ferenc Stadion átépítése szerepelt. 2008-ban a kormány részére készült egy tanulmány egy új 30 + 25 000 fős stadion építéséről. A következő hónapokban az MLSZ elképzeléseiben egy Fehér úti Nemzeti Aréna szerepelt. 2008 decemberében Gyenesei István önkormányzati miniszter bejelentette, hogy a Puskás Stadion építésére (60-70 000-es nézőtér, atlétikai pálya) nem áll rendelkezésre forrás.
Egy 2011 januárjában nyilvánosságra hozott elképzelés szerint az új stadion a régi stadionba épült volna, megtartva annak külső, muzeális elemeit. Korábban úgy tervezték, hogy a finnek elleni október 11-i mérkőzés után elkezdik a bontást, de kiderült, hogy addig még bontási engedélyt sem kértek a munkákhoz. Néhány nap múlva Kovács Árpád MLSZ elnökségi tag nem sok esélyt látott arra, hogy a következő évben megkezdődjön a stadion bontása. 2011. november 4-én a második Orbán-kormány elfogadta a stadion újjáépítésének koncepcióját, mely szerint 2015-re egy új 40 + 15 ezer férőhelyes UEFA ötcsillagos stadion épül 35 milliárd forintért.
2012 februárjában Bánki Erik az Országgyűlés sport- és turizmusbizottságának elnöke elmondta, hogy a régi stadion életveszélyes felső karéját elbontják és a régi stadion továbbüzemel az új elkészültéig, esetleg atlétikai stadionként a későbbiekben is. Ezzel párhuzamosan az új stadiont is elkezdik építeni a régi mellé. Bánki 45 + 15 000-es stadionról beszélt, 2013-as kezdéssel, 2015-ös befejezéssel. Márciusban Orbán Viktor közölte, hogy az új stadion, amit a régi stadion és a Papp László Budapest Sportaréna közötti területen építenek meg, 65 000 néző befogadására lesz alkalmas. Valamint, hogy a régi stadion felső karéját a költségek csökkentése miatt nem bontják el, hanem megerősítik, ami ezzel újra használhatóvá válik. Vígh László kormánybiztos néhány héttel később a kiviteli tervek 2014-es, a stadion 2016-os elkészültéről nyilatkozott.

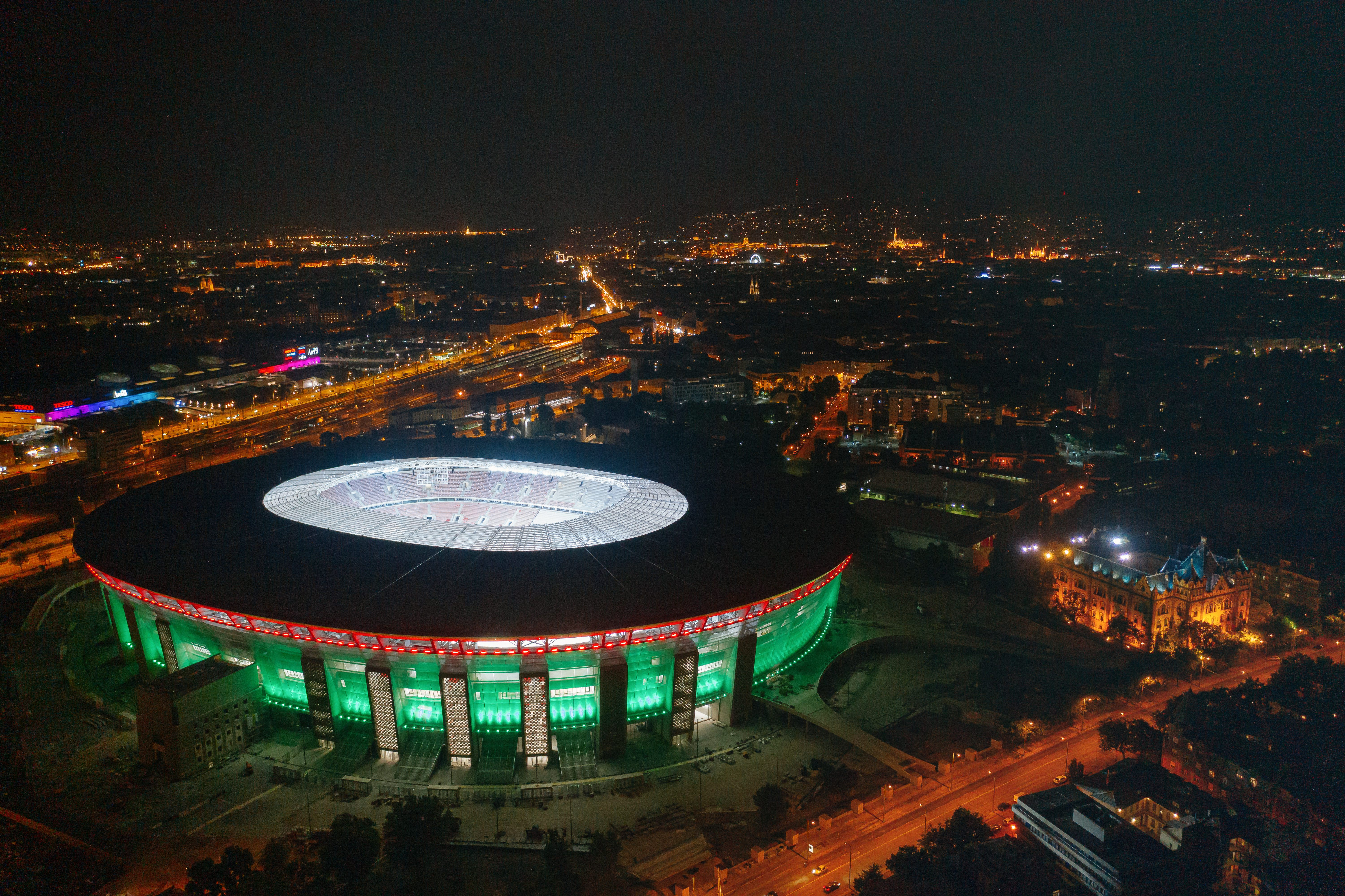
Éjszakai légifelvétel a kivilágított épületről

2013 áprilisában újabb elképzelés kapott zöld utat a kormánytól. A stadion ismét a régi stadionban épült volna meg 65 000 néző részére, 60-80 milliárd forintért, 2017-es befejezéssel. Az új és a régi stadion közötti gyűrűben, több tízezer m²-es területen edzőtermek és sportpályák kaptak volna helyet. Az stadion tetején egy kb 1 km hosszú futópálya létesült volna.
2014 tavaszán a Magyar Labdarúgó-szövetség az újonnan felépülő stadionnal megpályázta a 2020-as labdarúgó-Európa-bajnokság egyik helyszínét. Három csoportmérkőzésre és egy egyenes kieséses mérkőzésre jelentkeztek. Júniusban Vígh László kormánybiztos egy tv interjúban 90-100 milliárd forintos árról és 2018-as átadásról nyilatkozott. 2014. szeptember 19-én az UEFA bejelentette, hogy a 2020-as labdarúgó-Európa-bajnokságon három csoportmérkőzést és egy nyolcaddöntőt rendezhetnek a stadionban.
2015 májusában Fürjes Balázs kormánybiztos közölte, hogy az átadási határidő és a költségek betartása miatt az épület terveit egyszerűsítették. Fürjes szerint a 100 milliárdos költség a stadion ⅔-ának elkészítéséhez lett volna elegendő. Innentől nem lehetett hallani az épület az épületben koncepcióról sem.

### A stadion építése

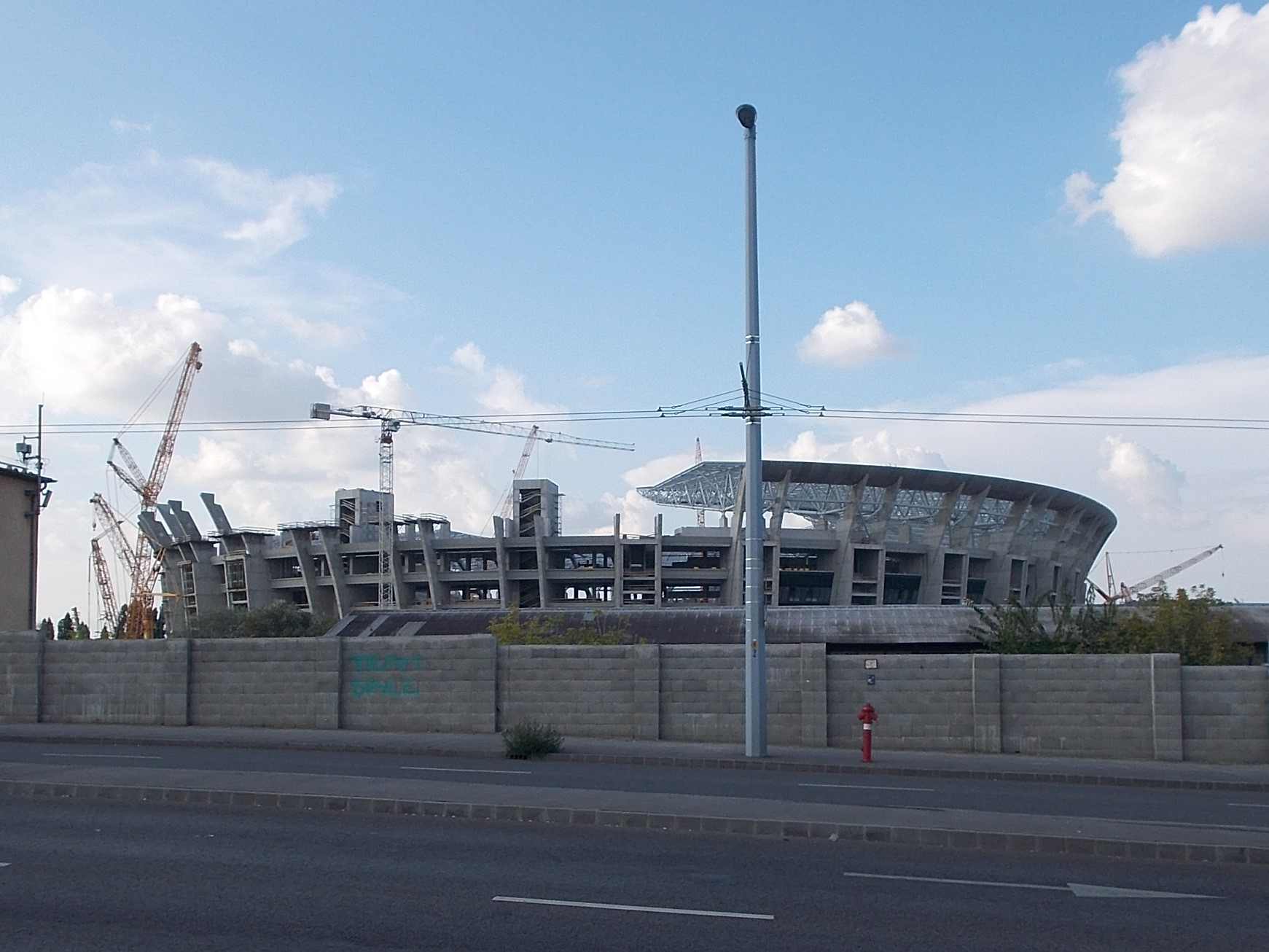
Az épülő stadion 2018 szeptemberében

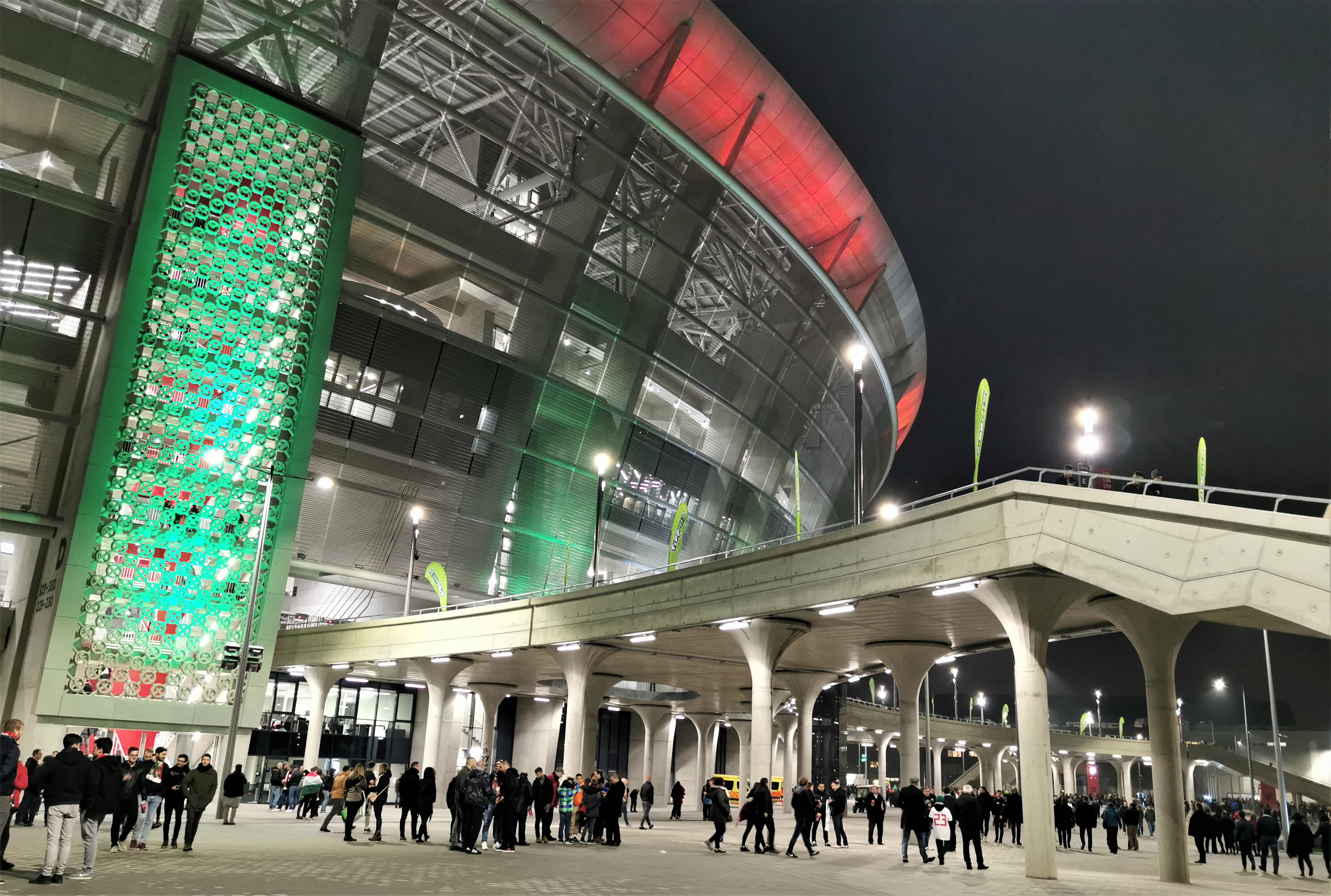
Az elkészült új aréna tetőszerkezetének tartására készült egyik pilonja, amely formájában, hangulatában a volt Népstadion jellegzetes kőcsipkés elemeire emlékeztet

2016 februárjában kezdték lebontani a régi stadiont, s augusztus 24-én már csak a főépület állt.
2017 februárjában nyilvánosságra került, hogy a stadion megépítését az árajánlatok alapján a Magyar Építő Zrt. és a ZÁÉV Építőipari Zrt. kapta meg. A nyertes ajánlat bruttó 190,5 milliárd forint volt. Az építkezés tényleges költsége azonban nem ismert.
2019 áprilisában bejelentették, hogy a stadion  szerkezetkész. Innentől a létesítmény Puskás Aréna néven szerepelt a híradásokban.
Az újjáépítés során a „Dromosz” nevű szoborgaléria felújítása is megtörtént. A terület rehabilitációjával egy új, több hektáros park is létrejött. A  Dromosz belső területén egy rekortán futókör is épül.
Érdekességek az építésről
- 130 ezer köbméter beton, 19 ezer tonna betonacél, 12 ezer tonna gyártott acélszerkezet
- 50 méter magas, 316 méter hosszúságú épületet kellett kivitelezni bruttó 208 ezer négyzetméteres alapterülettel
- 38 darab, 40 méter magas pilon adja a stadion szerkezetét, amihez közel 1600 cölöpöt kellett felállítani
- 1000 fő dolgozott naponta a létesítmény építésén, ebből több mint 600-an csak a szerkezetépítéssel foglalkoznak
- 556 parkoló, 27 felvonó, 974 vécé, 712 mosdó és gyalogoshidak is kivitelezésre kerültek
- Két kitelepített betonkeverőgyár napi 1500 köbméter anyagot ömlesztett a különleges látvány-betonelemekhez[34]

A stadion adatai:
- az épület beépített alapterülete 60 703 m²
- az épület össz alapterülete 208 010 m²
- az épület legmagasabb pontja 50,70 m
- az épület legnagyobb szélessége 261,30 m
- az épület legnagyobb hosszúsága 316,50 m
- a tető mérete 57 142 m²
- a küzdőtér mérete kifutókkal együtt 11 150 m²
- a labdarúgó pálya mérete 105 × 68 m
- a stadion maximális befogadó képessége 67 155 fő[1]
- Sky boxok száma 80 db
- Parkolók száma 556 db
- 276 kerekes székes néző + 276 kísérővel
- 3 szintes lelátó (nézőtér)
- a nézőtér alapterülete 36 374 m²
- nagy (112 m²) kivetítők száma 4 db
- képernyők száma 480 db
- felvonók száma 27 db
- a WC száma 974 db
- a mosdók száma 714 db
- pissoire 723 db
- a sportolói szinti öltözők száma 11 db
- személyzeti öltözők száma 15 db

### A stadion átadása

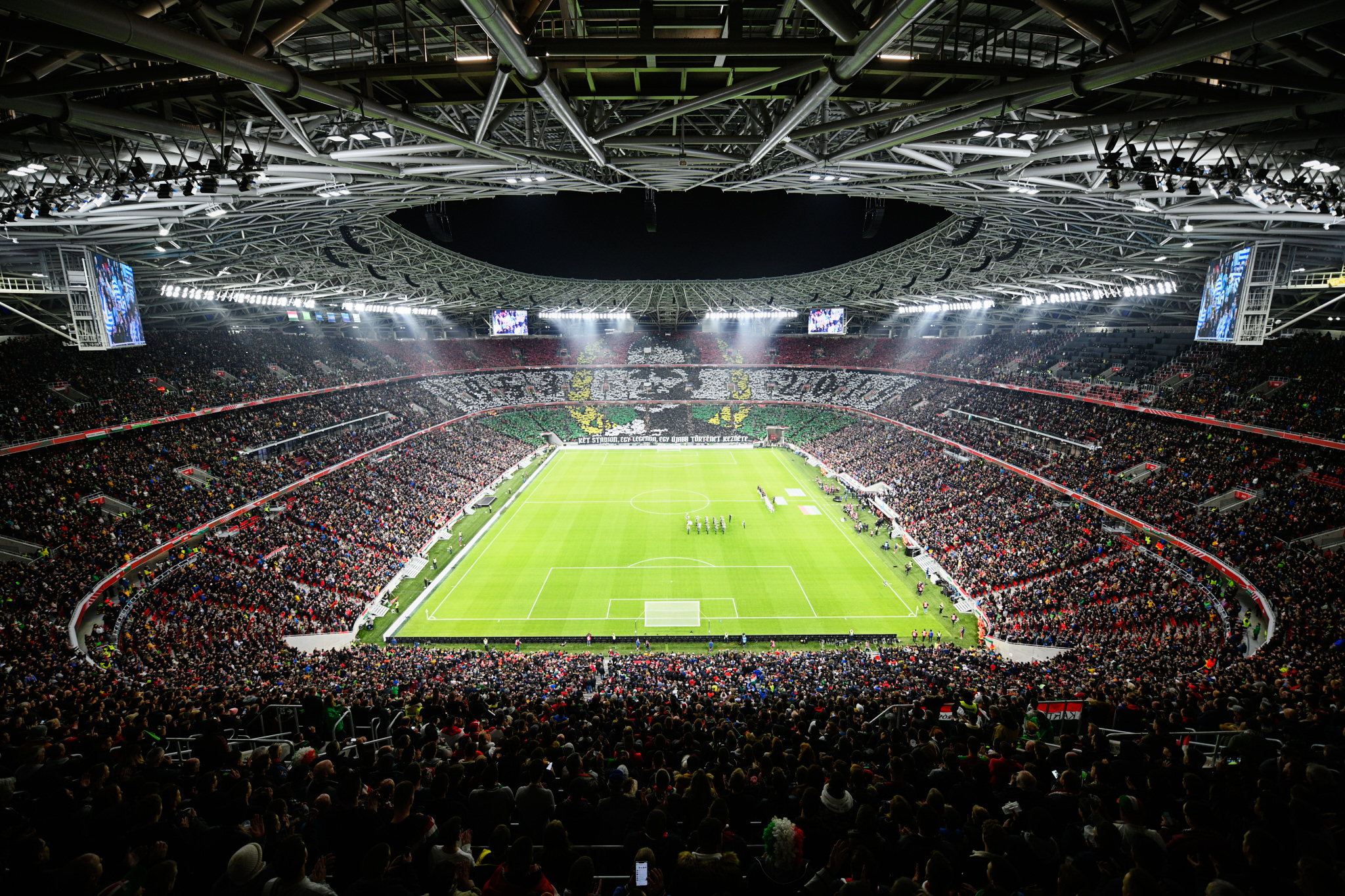
A Magyarország–Uruguay mérkőzés kezdetén

2019 júniusában bejelentették, hogy a stadion nyitó mérkőzését a magyar válogatott játssza Uruguay ellen 2019. november 15-én, amely alkalommal ünnepélyesen is elbúcsúztatták a korábban már visszavonult Gera Zoltánt is. A 68 ezer fő kapacitású új stadion 2019. november 15-i avatómérkőzésére október 28-án, két óra alatt elfogyott az összes elővételes jegy. Skardelli György tervező szerint minden szék olyan kialakítású, hogy a teljes pálya látható, mivel a néző szemmagassága az előző sorban ülő fejénél kilenc centiméterrel magasabban van. A mérkőzésen Nyikita Szimonyan, az Orosz labdarúgó-szövetség alelnöke, korábbi szovjet válogatott végezte el a kezdőrúgást. Szimonyan játékosként szerepelt a Népstadion 1953-as nyitómérkőzésén és ő lőtte a későbbi Puskás Ferenc Stadionban az első hivatalos gólt.
A találkozót 2–1-re Uruguay nyerte meg, az új stadion első gólját Edinson Cavani, az első magyar gólját Szalai Ádám szerezte.
U21-es felkészülési mérkőzésen Ausztria 1-0-ra győzött 2019. november 18-án. Mintegy 12 ezer szurkoló vett részt a stadion második hivatalos mérkőzésén.

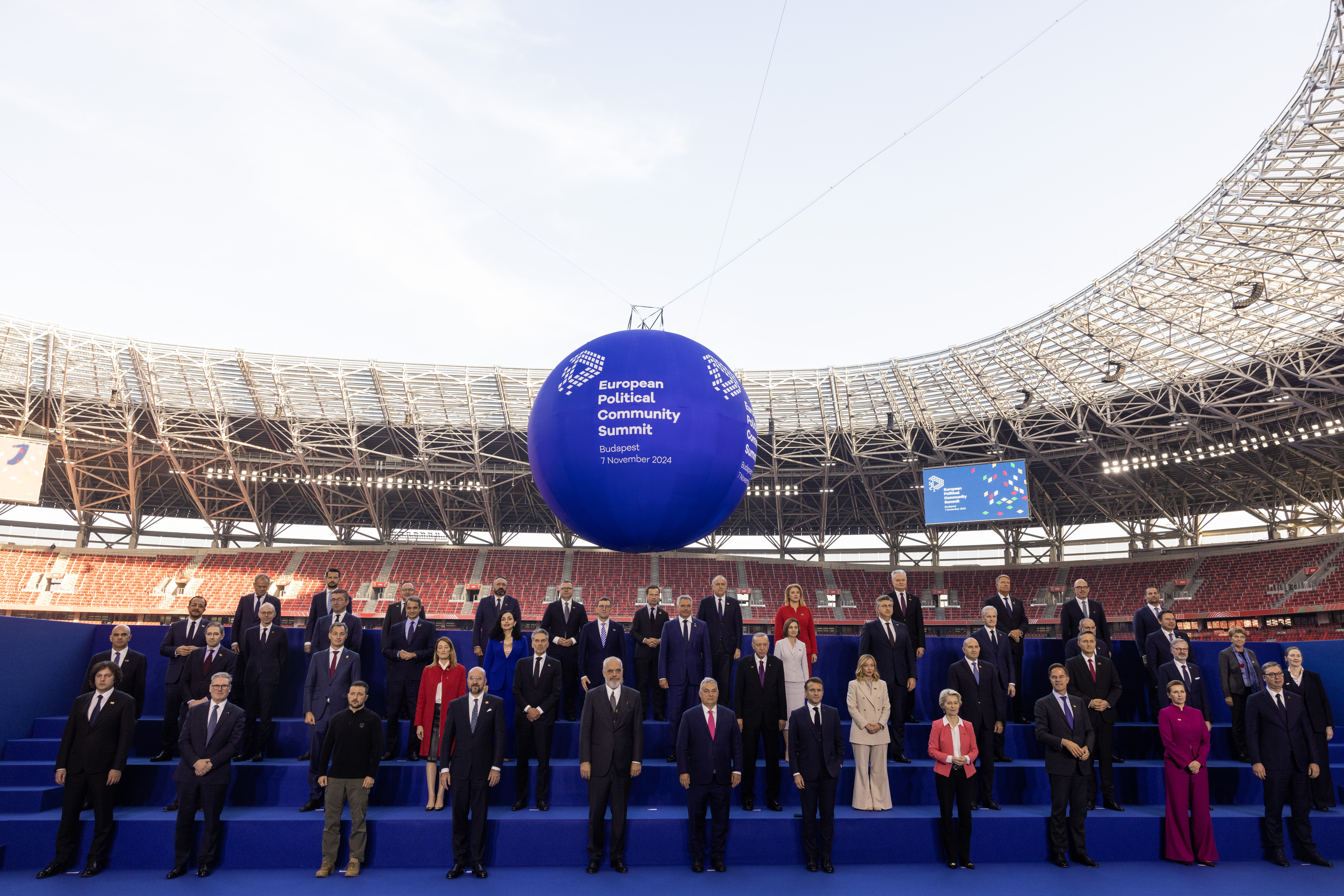
Csoportkép a stadion lelátóján, az Európai Politikai Közösség csúcstalálkozóján

### Politikai csúcstalálkozók
2024. november 6-án itt tartották az Európai Politikai közösség csúcstalálkozóját, és egy napra rá november 7-én a Magyar EU-elnökség Állam és Kormányfők Informális találkozóját.

## Megközelíthetőség
| Járat             | Megálló                                          |
| ----------------- | ------------------------------------------------ |
| Budapest M2 Metro | Puskás Ferenc Stadion                            |
| 1, 1A             | Puskás Ferenc Stadion, Egressy út/Hungária körút |

## Mérföldkövek
Nyitómérkőzés
| 2019. november 15. 19:00 CET |

| Magyarország | 1–2             | Uruguay                  |
| ------------ | --------------- | ------------------------ |
| Szalai 24'   | (1–2) Részletek | Cavani 15' Rodríguez 21' |

| Nézőszám: 65 114 Játékvezető: Damir Skomina (szlovén) |

Az első tétmérkőzés
| 2020. június 3. 20:00 |

| Budapest Honvéd FC | 2 – 1                         | Mezőkövesd Zsóry FC |
| ------------------ | ----------------------------- | ------------------- |
| Kamber 33' 56'     | (1 – 1) Jegyzőkönyv Részletek | Pekár 37'           |

| Nézőszám: 10 000 Játékvezető: Bognár Tamás (magyar) |

Nemzetközi kupadöntők
| 2020. szeptember 24. 21:00 |

| Bayern München             | 2–1 (h. u.)                           | Sevilla FC             |
| -------------------------- | ------------------------------------- | ---------------------- |
| Goretzka 34' Martínez 104' | (1–1, 1–1, 2–1) Jegyzőkönyv Részletek | Ocampos 13' (11-esből) |

| Puskás Aréna, Budapest Nézőszám: 15 180 Játékvezető: Anthony Taylor (angol) |

| 2023. május 31. 21:00 |

| Sevilla FC                     | 1–1                         | AS Roma                  |
| ------------------------------ | --------------------------- | ------------------------ |
| Mancini 55' (öngól)            | (0–1) Jegyzőkönyv Részletek | Dybala 35'               |
| Büntetőpárbaj                  |                             |                          |
| Ocampos Lamela Rakitić Montiel | 4–1                         | Cristante Mancini Ibañez |

| Puskás Aréna, Budapest Nézőszám: 61 476 Játékvezető: Anthony Taylor (angol) |

## Koncertek
| Dátum                             | Előadó(k)             | Előzenekar(ok)                        | Turné                                                                         |
| --------------------------------- | --------------------- | ------------------------------------- | ----------------------------------------------------------------------------- |
| 2022. június 15.                  | Red Hot Chili Peppers | Thundercat Nas                        | 2022 Global Stadium Tour                                                      |
| 2023. július 11.                  | Rammstein             | Abélard                               | Rammstein Stadium Tour                                                        |
| 2023. július 12.                  | Rammstein             | Abélard                               | Rammstein Stadium Tour                                                        |
| 2023. július 19.                  | Guns N’ Roses         | Phil Campbell and the Bastard Sons    | 2023 World Tour                                                               |
| 2023. július 28.                  | Depeche Mode          | Hope                                  | Memento Mori World Tour                                                       |
| 2024. május 24.                   | Azahriah              | Desh, L'Entourloop                    | Skatulya Tour                                                                 |
| 2024. május 25.                   | Azahriah              | Desh, L'Entourloop                    | Skatulya Tour                                                                 |
| 2024. május 26.                   | Azahriah              | Desh, L'Entourloop                    | Skatulya Tour                                                                 |
| 2024. június 1.                   | Hungária              |                                       | Most vagy soha                                                                |
| 2024. június 8.                   | Halott Pénz           |                                       | Halott Pénz 20                                                                |
| 2024. június 16.                  | Coldplay              | Maisie Peters Solére                  | Music of the Spheres World Tour                                               |
| 2024. június 18.                  | Coldplay              | Maisie Peters Solére                  | Music of the Spheres World Tour                                               |
| 2024. június 19.                  | Coldplay              | Maisie Peters Solére                  | Music of the Spheres World Tour                                               |
| 2024. július 20.                  | Ed Sheeran            | Calum Scott                           | +–=÷× Tour                                                                    |
| 2025. június 14.                  | Imagine Dragons       | Declan McKenna                        | Imagine Dragons Loom World Tour                                               |
| 2025. június 15.                  | Imagine Dragons       | Declan McKenna                        | Imagine Dragons Loom World Tour                                               |
| 2025. július 15.                  | Guns N' Roses         | Public Enemy                          | Because What You Want & What You Get Are Two Completely Different Things Tour |
| 2026. június 11. 2026. június 13. | Metallica             | Pantera, Avatar Gojira, Knocked Loose | M72                                                                           |